# しょうなん (海洋観測艦)
しょうなん（ローマ字：JS Syonan, AGS-5106）は、海上自衛隊の海洋観測艦。艦名は湘南（景勝地）に由来する。建造費は約188億円。

## 設計
本艦は、2000年代末の除籍が予定されていた「ふたみ」（51AGS）の代替艦として建造された。設計面では、先行する「にちなん」（08AGS）の改型とされ、船型も同じ長船首楼型であるが、建造コストの低減が重視された結果として、あらゆる面で大幅な再検討が行われた。この結果、船体設計は商船構造とされている。
外見上の最大の変化としては、艦首のバウ・シーブの廃止がある。これは、水中音響機器やケーブルの敷設・保守を目的として、ふたみ型で採用されて以後、「にちなん」でも踏襲されてきたものであるが、ケーブル・エンジンやケーブル庫、艦首側クレーンなどもあわせて廃止されたことで、かなりの構造・艤装の簡略化につながった。バウ・シーブの廃止に伴って艦橋高さの要求が緩和され、上部構造物は「にちなん」よりも1層低い2層とされている。また上部構造物後部両舷には、「にちなん」と同様に大型の減揺タンクが設置されている。一方、艦尾甲板は「にちなん」と同様に観測甲板とされており、左舷中部には中折式クレーンを、艦尾にはAフレーム・クレーンを備えている。
主機関は「にちなん」と同様にディーゼル・エレクトリック方式、また艦内サービス用発電機とも共用化した統合電気推進とされている。一方、推進器は360度旋回可能なポッド式のアジマススラスターに変更されたが、これは海上自衛隊の艦船の主推進器としては初の採用であった。これとバウスラスターをあわせて、優れた艦位保持能力を備えている。

## 装備

### 海洋観測装置
一般海洋観測のため、自記表層水温塩分計、海底設置型超音波多層流向流速計、水温記録装置、CTD観測装置、係留式自記流向流速計などを装備している。また海中音響観測のため、音響環境測定システム、曳航式音源装置、観測用測位装置などを装備している。
海洋測量装置としては、艦橋下方の艦底に設置されたマルチビーム式測深儀をはじめとして、採泥器等を装備している。
これらの観測データおよび採取標本の処理・分析のため、03甲板レベルの艦橋後方に第1観測室を、また第1甲板後部に第2観測室を設けている。このうち、第2観測室は海中・海底から採取したサンプルを扱う、いわゆるウエット・ラボラトリーとされている。

### 搭載艇
煙突両脇の船楼甲板上に搭載艇用のダビットを備えており、左舷側に11メートル作業艇を、右舷側に複合型作業艇を搭載している。

## 艦歴
「しょうなん」は、中期防衛力整備計画に基づく平成19年度計画3,200トン型海洋観測艦5106号艦として、三井造船玉野事業所で2008年12月16日に起工され、2009年6月29日に三井造船玉野事業所艦船工場5号船台にて挙行された命名・進水式において防衛大臣政務官岸信夫により「しょうなん」と命名され進水した。同年12月2日、公試開始。2010年3月17日に就役し、海洋業務群に直轄艦として編入された。定係港は横須賀。
2015年12月1日、海洋業務群が海洋業務・対潜支援群に改編され、同群隷下に新編された第1海洋観測隊に編入された。定係港は変わらず。
2016年4月23日午前3時頃、仲ノ神島南南西65kmと与那国島南南東74kmを太平洋から東シナ海に向け北に航行する中国海軍の江衛Ⅱ型フリゲート「嘉興」、「連雲港」、福池型補給艦「高郵湖」を発見、監視した。その後午前7時30分頃に与那国島北北東45kmで接続水域外に出た。
| 代       | 氏名     | 在任期間               | 出身校・期          | 前職                       | 後職                                      | 備考     |
| 艤装員長 | 艤装員長 | 艤装員長               | 艤装員長            | 艤装員長                   | 艤装員長                                  | 艤装員長 |
| -------- | -------- | ---------------------- | ------------------- | -------------------------- | ----------------------------------------- | -------- |
| -        | 西嶌 聖  | 2009.6.29 - 2010.3.16  | 防大25期            |                            | しょうなん艦長                            |          |
| 艦長     |          |                        |                     |                            |                                           |          |
| 代       | 氏名     | 在任期間               | 出身校・期          | 前職                       | 後職                                      | 備考     |
| 1        | 西嶌 聖  | 2010.3.17 - 2011.3.24  | 防大25期            | しょうなん艤装員長         | 舞鶴地方総監部監察官                      |          |
| 2        | 阿部朝雄 | 2011.3.25 -2012.6.10   | 防大25期            | 舞鶴地方総監部監察官       |                                           |          |
| 3        | 足立 敏  | 2012.6.11 - 2014.3.23  |                     | 海洋業務群司令部           | にちなん艦長                              |          |
| 4        | 齊家裕一 | 2014.3.24 - 2015.3.22  | 防大34期            | むろと副長                 | 海上自衛隊幹部学校勤務                    |          |
| 5        | 松尾 巧  | 2015.3.23 - 2017.3.30  | 防大35期            | ゆうぎり艦長               | 海上幕僚監部防衛部 運用支援課気象海洋班長 |          |
| 6        | 松尾直子 | 2017.3.31 - 2019.8.27  | 長崎大学・ 39期幹候 | 対潜資料隊気象科長         | 呉基地業務隊付                            |          |
| 7        | 外園和治 | 2019.8.28 - 2022.12.11 | 防大33期            | 第1音響測定隊第1クルー長   | 横須賀基地業務隊本部補充付                |          |
| 8        | 村田慎一 | 2022.12.12 -           |                     | 海洋業務・対潜支援群司令部 |                                           |          |

## 登場作品

### 漫画
『空母いぶき GREAT GAME』
宗谷岬沖10海里の宗谷海峡を航行中、ロシア製とみられる自爆型ドローンの攻撃を受け機関に被弾。航行不能となる。